# Contrato de servicios
El contrato de servicios es un tipo de contrato relativo al régimen de contratación del sector público en España. Su regulación esencial está contenida en el Real Decreto Legislativo 3/2011, de 14 de noviembre, por el que se aprueba el texto refundido de la Ley de Contratos del Sector Público.
Los contratos de servicios se caracterizan por tener un objeto consistente en prestaciones de hacer, bien sea el desarrollo de una actividad, bien sea la obtención de un resultado distinto de una obra o un suministro. De esta manera, se delimita su ámbito de aplicación mediante una cláusula residual, de aplicación cuando la prestación no pueda quedar englobada en el ámbito propio de los contratos de obras o de suministro.
La Ley establece una serie de límites del contrato de servicios. De esta manera, el objeto del contrato no podrá recaer sobre un servicio que implique el ejercicio de autoridad pública; y así mismo, tampoco se podrá producir la consolidación, como personal del sector público, de las personas que hayan desarrollado el servicio.
Sobre la determinación del precio de los contratos de servicios, la Ley se remite a los pliegos de cláusulas administrativas, afirmando que se podrá atender a componentes de la prestación, unidades de ejecución o unidades de tiempo, o fijarse en un tanto alzado, o resultar de la aplicación de honorarios por tarifas o de una combinación de varias de estas modalidades.
Respecto a la duración máxima del contrato de servicios, se establece un tope de cuatro años, o seis incluyendo las eventuales prórrogas. Por otra parte, se excepciona de este régimen los contratos complementarios a los de obras o suministros, cuya máxima duración se sitúa a la par que la del contrato principal. Respecto a los contratos para la defensa jurídica de la Administración, se permite la duración que sea necesaria para cumplir adecuadamente su cometido. En lo referente a los contratos de asistencia a la dirección de obra o la gestión integrada de proyectos, la duración máxima se extiende más allá del contrato de obras al que complementan, abarcando el plazo estimado para proceder a la liquidación de la obra.

## Procedimiento
El contrato de servicios sigue el régimen GENERALgeneral de contratación del sector público en los aspectos relativos a la preparación, adjudicación, perfección y formalización contractual. No obstante, la Ley contiene una serie de particularidades referidas a su ejecución, cumplimiento y resolución.

### Ejecución
La ejecución estará sometida a lo dispuesto en el clausulado y los pliegos, así como la interpretación que el órgano de contratación haga de los mismos mediante instrucciones dirigidas al contratista. Igualmente, el contratista será responsable de las consecuencias (tanto para la Administración como para terceros) derivadas de sus omisiones, errores, métodos inadecuados o conclusiones incorrectas.

### Cumplimiento
La Administración contratante podrá formular reparos a la actividad del contratista, exigiendo su subsanación; también podrá denunciar el contrato por vicios imputables al contratista, en cuyo caso, quedará exento del pago y recuperará, en su caso, el precio satisfecho.
Respecto al plazo de garantía, hay que destacar que el contratista habrá de subsanar los vicios que surjan dentro de dicho periodo. Si una vez transcurrido el plazo de garantía, no ha habido denuncia o reparo por parte de la Administración, el contratista quedará exento de responsabilidad.

### Resolución
Sobre las causas de resolución, se estará al régimen general de la contratación del sector público, así como a los siguientes supuestos, imputables a la Administración, y contemplados específicamente para el contrato de servicios:
- Suspensión de la iniciación del contrato por plazo superior a seis meses.
- Suspensión del contrato por plazo superior a un año.
- Desistimiento.
- Modificación contractual superior al 20% de la cuantía.
- Modificación contractual que suponga una alteración sustancial de la prestación.
- Resolución del contrato principal, que supone la de los contratos de servicios complementarios.

Los efectos de la resolución suponen el nacimiento de un derecho del contratista a percibir los trabajos realizados y recibidos por la Administración; así como una indemnización del 5% en los casos de suspensión de la iniciación, y del 10% sobre los trabajos restantes al tiempo de suspenderse el contrato o producirse el desistimiento.